# تست (کشتی‌گیر)
تست (انگلیسی: Test; ۱۷ مارس ۱۹۷۵ – ۱۳ مارس ۲۰۰۹) کشتی‌گیر کشتی حرفه‌ای اهل کانادا بود.